# Yêu như lần đầu
Yêu như lần đầu (tiếng Anh: Love Again) là một bộ phim điện ảnh Mỹ thuộc thể loại hài – lãng mạn – chính kịch ra mắt vào năm 2023 do James C. Strouse viết kịch bản kiêm đạo diễn, với sự tham gia diễn xuất của các diễn viên chính gồm Priyanka Chopra Jonas, Sam Heughan và Celine Dion, đánh dấu đây là vai diễn điện ảnh đầu tay trong sự nghiệp của bà. Được dựa trên tiểu thuyết SMS für Dich của Sofie Cramer và là bản làm lại của bản phim gốc ra mắt năm 2016 tại Đức, tác phẩm xoay quanh chuyện tình lãng mạn đầy tình cờ nhưng cũng đầy trắc trở của Mira Ray và Rob Burns.
Bộ phim có buổi công chiếu tại Mỹ vào ngày 5 tháng 5 năm 2023 và tại Việt Nam vào ngày 12 tháng 5 cùng năm. Sau khi ra mắt, tác phẩm nhận về những lời chỉ trích từ giới chuyên môn và là một thất bại về mặt doanh thu khi chỉ thu về 12 triệu USD từ kinh phí sản xuất 9 triệu USD.

## Nội dung
Mira Ray là một cô gái trẻ đang cố gắng vượt qua sự mất mát sau khi hôn phu của cô đã ra đi. Trong sự đau buồn, Mira liên tục gửi tin nhắn nhớ nhung tới số điện thoại cũ của hôn phu. Thế nhưng, cô chẳng ngờ rằng Rob Burns – một chàng trai khác đã nhận được tin nhắn của cô, và mối nhân duyên tình cờ của cả hai cứ thế bắt đầu.

## Diễn viên
- Priyanka Chopra Jonas trong vai Mira Ray
- Sam Heughan trong vai Rob Burns
- Celine Dion trong vai Celine
- Sofia Barclay trong vai Suzy Ray
- Russell Tovey trong vai Billy Brooks
- Lydia West trong vai Lisa Scott
- Steve Oram trong vai Richard Hughes
- Omid Djalili trong vai Mohsen
- Nick Jonas trong vai Joel
- Celia Imrie trong vai Gina Valentine
- Arinzé Kene trong vai John